# Prágai béke (1866)
Az 1866. augusztus 23-án aláírt prágai békeszerződés a porosz–osztrák–olasz háborút zárta le, amely június 14-én, Ferenc József császár hadüzenetével kezdődött, majd hat nappal később az Olasz Királyság is belépett a poroszok oldalán. A háború Poroszország győzelmével zárult, az osztrákokat az olasz fronton elért győzelmük ellenére Olaszországgal szemben is engedményekre tudta kényszeríteni.

## A békeszerződés rendelkezései
A béke értelmében a Német Szövetség felbomlott; a szerződés kötelezte Ausztriát, hogy ismerje el a porosz vezetésű új német egységet, amivel a „kisnémet egység” valósult meg, ebből 1867-ben megalakult az Északnémet Szövetség. Poroszországhoz csatolták a Hannoveri Királyságot, a Hesseni Választófejedelemséget (Kurhessen-t, új nevén „Kassel kormányzati körzetet”), a Nassaui Hercegséget, valamint Frankfurt birodalmi szabadvárost. Az 1864-ben Dániától elragadott, és azóta a Német Szövetség igazgatása alatt álló Holsteini Hercegséget Poroszország kapta meg. III. Napóleon követelésére az Északnémet Szövetség nem terjedt túl a Majna folyó vonalán. A délnémet monarchiák: a Bajor Királyság, a Württembergi Királyság és a Badeni Nagyhercegség hivatalosan nem váltak az új szövetség tagjaivá, de titokban mindegyikük kétoldalú véd- és dacszövetségeket (Schutz- und Trutzbündnisse) kötött Poroszországgal.
A prágai szerződés rendelkezése szerint Ausztria elveszítette Veneto tartományt (Velence várossal együtt), valamint a mai Friuli-Venezia Giulia tartomány nyugati részét. (Ennek alapján kötötték meg az osztrák–olasz békeszerződést október 3-án Bécsben).˙Az elveszített területeket Ausztria nem közvetlenül az olaszoknak adta át, akikkel a háború során katonai összetűzésbe került, és vereséget is mért rájuk, hanem a tárgyalások során közreműködő III. Napóleonnak ajánlotta fel, aki átadta őket az Olasz Királyságnak. Venetó és Friuli átadásával a szerződés részben kielégítette Olaszország Ausztriával szembeni területi igényeit, e követelések átmenetileg alább hagytak.
A prágai béke 2. §-a kimondja: „…Ő Felsége Ausztria Császára… a Maga részéről hozzájárul…, hogy a Lombard–Velencei Királyság  az Olasz Királysággal egyesíttessék…”
4. §: „Ő Felsége Ausztria császára elismeri az eddigi Német Szövetség feloszlatását, és hozzájárul Németország újjáalakulásához az Osztrák Császárság részvétele nélkül. Éppen úgy megígéri Ő Felsége, hogy azon szorosabb szövetségi viszonyt elismeri, melyet Ő Felsége Poroszország királya a Majna vonalától északra alapítani fog, és kijelenti miszerint egyetért azzal, hogy a vonaltól délre fekvő német államok olyan szövetségre lépjenek, melynek az Északnémet Szövetséggel való nemzeti kapcsolata kettejük közötti megállapodás tárgya, és melynek nemzetközi függetlensége lesz.”
Ezen felül Poroszország az Osztrák Császárságtól 40 millió tallér kárpótlást követelt, melynek összegét azonban később 20 millióra csökkentette. A gyors békekötéssel elejét vették annak, hogy a Francia Császárság uralkodója ürügyet találjon a politikai beavatkozásra vagy európai békekonferenciát hívhasson össze.

## Következmények
A háborúból győztesen kikerült Porosz Királyság (és olasz szövetségese) a vesztes osztrákok számára nem diktált végletesen megalázó feltételeket, mivel Bismarck kancellár terveiben az Osztrák Császársággal ismét szövetségeseként kívánt számolni. Ez a törekvés az 1879-es kettős szövetség megkötésével valósult meg.